# Opolski Festiwal Skoków 2008
III Opolski Festiwal Skoków – 3. edycja zawodów lekkoatletycznych, która odbyła się 16 września 2008 roku na Stadionie Gwardia w Opolu. Zawodnicy brali udział w konkurencji skoku wzwyż.

## Wyniki
| Konkurencja         | 1. miejsce         | Wynik  | 2. miejsce   | Wynik  | 3. miejsce      | Wynik  |
| Skok wzwyż mężczyzn | Sylwester Bednarek | 2,22 m | Łukasz Mróz  | 2,08 m | Svatoslav Ton   | 2,08 m |
| Skok wzwyż kobiet   | Kamila Stepaniuk   | 1,84 m | Iva Straková | 1,80 m | Karolina Błażej | 1,75 m |